# Liga I 2024-2025 (fotbal feminin)
Liga I 2024–2025 este al 35-lea sezon al SuperLigii Feminine, prima divizie a fotbalului feminin din România.

## Echipele românești în competițiile europene
| Competiție       | Echipă          | Progres |
| ---------------- | --------------- | ------- |
| Liga Campionilor | Farul Constanța | Runda 1 |

## Schimbări de echipe
| Promovată din Liga II - Vasas Femina - Atletic Olimpia Gherla - FC Hermannstadt (locul 3 în Liga II Seria II 2023-24) - CSM Unirea Alba Iulia (locul 4 în Liga II Seria II 2023-24) | - CSM Alexandria - Ladies Târgu Mureș - SSU Poli Timișoara a decis sa meargă în Liga 2 Feminin (locul 4 în Liga I 2023-24) Desființate - Banat Girls |

## Sezon regular
| Loc | Echipa                 | MJ | V  | E | Î  | GM | GP | DG  | Pct | Calificare |
| --- | ---------------------- | -- | -- | - | -- | -- | -- | --- | --- | ---------- |
| 1   | Farul Constanța        | 14 | 13 | 1 | 0  | 73 | 5  | +68 | 40  | Play off   |
| 2   | FK Csíkszereda         | 14 | 11 | 2 | 1  | 71 | 8  | +63 | 35  | Play off   |
| 3   | U Olimpia Cluj         | 14 | 10 | 1 | 3  | 59 | 13 | +46 | 31  | Play off   |
| 4   | Gloria Bistrița-Năsăud | 14 | 8  | 0 | 6  | 44 | 18 | +26 | 24  | Play off   |
| 5   | Atletic Olimpia Gherla | 14 | 5  | 1 | 8  | 26 | 62 | −36 | 16  | Play out   |
| 6   | Vasas Femina           | 14 | 3  | 2 | 9  | 14 | 44 | −30 | 11  | Play out   |
| 7   | CSM Unirea Alba Iulia  | 14 | 1  | 2 | 11 | 12 | 76 | −64 | 5   | Play out   |
| 8   | FC Hermannstadt        | 14 | 0  | 1 | 13 | 8  | 81 | −73 | 1   | Play out   |

## Play-off
| Loc | Echipa                 | MJ | V  | E | Î  | GM | GP | DG  | Pct | Calificare                 |
| --- | ---------------------- | -- | -- | - | -- | -- | -- | --- | --- | -------------------------- |
| 1   | Farul Constanța        | 12 | 11 | 1 | 0  | 35 | 7  | +28 | 74  | Liga Campionilor 2025-2026 |
| 2   | FK Csíkszereda         | 12 | 6  | 2 | 4  | 22 | 13 | +9  | 55  |                            |
| 3   | Gloria Bistrița-Năsăud | 12 | 3  | 2 | 7  | 20 | 21 | −1  | 35  |                            |
| 4   | U Olimpia Cluj         | 12 | 1  | 1 | 10 | 7  | 43 | −36 | 35  |                            |

## Play-out
| Loc | Echipa                    | MJ | V | E | Î | GM | GP | DG  | Pct | Calificare                  |
| --- | ------------------------- | -- | - | - | - | -- | -- | --- | --- | --------------------------- |
| 5   | Atletic Olimpia Gherla    | 12 | 8 | 0 | 4 | 32 | 16 | +16 | 40  |                             |
| 6   | Vasas Femina              | 12 | 8 | 0 | 4 | 29 | 16 | +13 | 35  |                             |
| 7   | CSM Unirea Alba Iulia (R) | 12 | 5 | 2 | 5 | 19 | 17 | +2  | 22  | Retrogradare în Liga a II-a |
| 8   | FC Hermannstadt (R)       | 12 | 1 | 2 | 9 | 13 | 44 | −31 | 6   | Retrogradare în Liga a II-a |